# Slag bij Raszyn
De Slag bij Raszyn werd gestreden op 19 april 1809, en resulteerde in een tactische Pools-Saskische overwinning onder toenmalig generaal-prins Jozef Poniatowski tegen de Oostenrijkse strijdkrachten van aartshertog Ferdinand Karel Jozef van Oostenrijk-Este. De veldslag maakte deel uit van de Vijfde Coalitieoorlog.

## Verloop van de slag

### Militaire context
Toen het Oostenrijkse keizerrijk op 10 april 1809 de oorlog verklaarde aan Frankrijk, vroeg de algehele Oostenrijkse militaire strategie om drie onafhankelijke offensieven naar aangrenzende Franse of Frans geallieerde gebieden te organiseren. Hun hoofdleger trok naar Beieren onder leiding van aartshertog Karel, twee kleinere legers rukten op naar Noord-Italië (onder aartshertog Johan) en het onlangs opgerichte Groothertogdom Warschau, het werkgebied van aartshertog Ferdinand.
Het voorkomen van een onafhankelijk Polen was een van de hoekstenen van het Oostenrijkse politieke en militaire beleid na de oprichting van het Poolse hertogdom in 1807, als gevolg van de vredesconferentie van Tilsit die een einde maakte aan de recente oorlog tussen Frankrijk, Rusland en Pruisen.
In de korte tijd na de stichting van het hertogdom en het uitbreken van de oorlog, groeide het Poolse leger snel om de toenemende eisen van de Franse keizer Napoleon Bonaparte tegemoet te kunnen komen. Net voor de aanvang van de vijandelijkheden in april, omvatte het reguliere Poolse leger twaalf infanterieregimenten, zes cavalerieregimenten en zes artilleriebatterijen. De troepenmacht was vrij beperkt in omvang en had maar van beperkte militaire training genoten. Eveneens waren bijkomende lokale vesting- en garnizoensdetachementen verspreid over het hele grondgebied van het hertogdom, die tot doel hadden het nieuw opgerichte leger te ondersteunen in militaire opdrachten en diensten.
Met in totaal 37.000 soldaten om het hertogdom Warschau te verdedigen, zou prins Jozef Poniatowski, de door Napoleon benoemde Poolse Minister van Oorlog en legeraanvoerder, voldoende troepen hebben gehad om het Poolse grondgebied te verdedigen tegen de Oostenrijkse invasie. Napoleon ordonneerde echter meer dan 20.000 Poolse troepen naar andere buitenlandse fronten en garnizoenen zoals Spanje, Dantzig en (andere) Pruisische forten. Daarom bleef Poniatowski uiteindelijk achter met een kleinere troepenmacht van ongeveer 13.000 soldaten (3180 van hen waren ruiters) en 40 stukken geschut, inclusief een al niet te omvangrijke Saksische brigade dat in Warschau gestationeerd was, om de Oostenrijkse opmars richting Warschau te kunnen bekampen. Aartshertog Ferdinand kon beroep doen op ongeveer 23.350 soldaten (waarvan ongeveer 3050 cavaleristen waren) en meer dan 60 artilleriestukken.
Prins Poniatowski mobiliseerde zijn gereduceerde strijdkrachten in de buurt van Warschau en trok na de oorlogsverklaring langzaam naar het zuiden om de uitstekende positie bij Raszyn, met de Mrowa stroom en beboste moerassen, te verdedigen. De Poolse cavalerie stond al in de nabijheid van de Oostenrijkse grens onder generaal Rozniecki, om aldaar de oprukkende Oostenrijkse ruiterij bij hun verzamelpunt in de omgeving van Odrzywół te kunnen stuiten.

### De slag

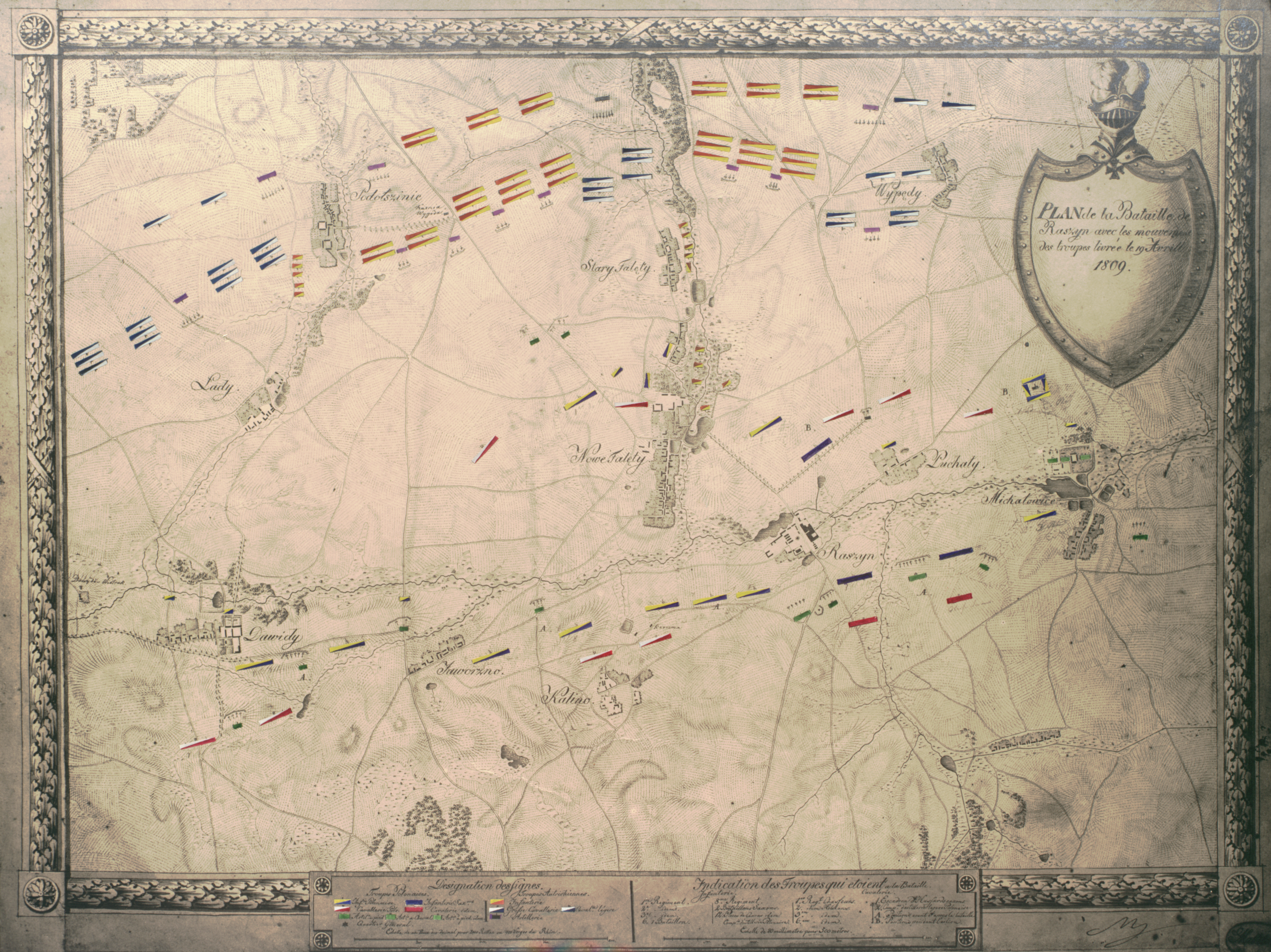
Strijdplan van de slag (Warschau zou op deze kaart in het zuiden liggen).

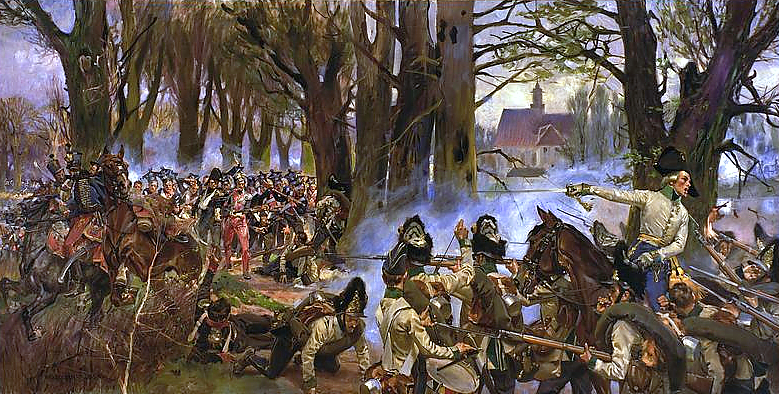
Poniatowski, te voet en met een musket in de handen, voert het 1ste Infanterieregiment aan tegen de Oostenrijkse troepen.

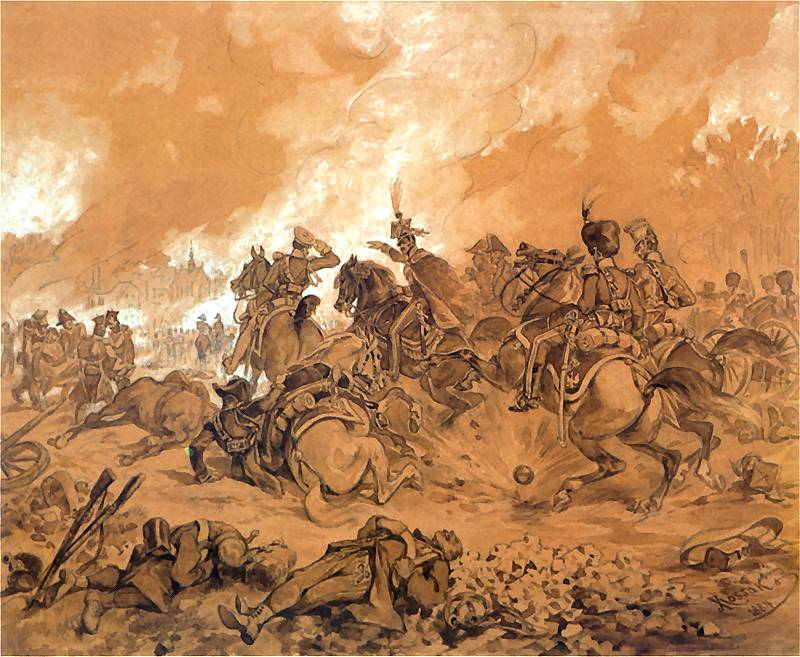
Poniatowski gaat zijn troepen voor in de strijd.

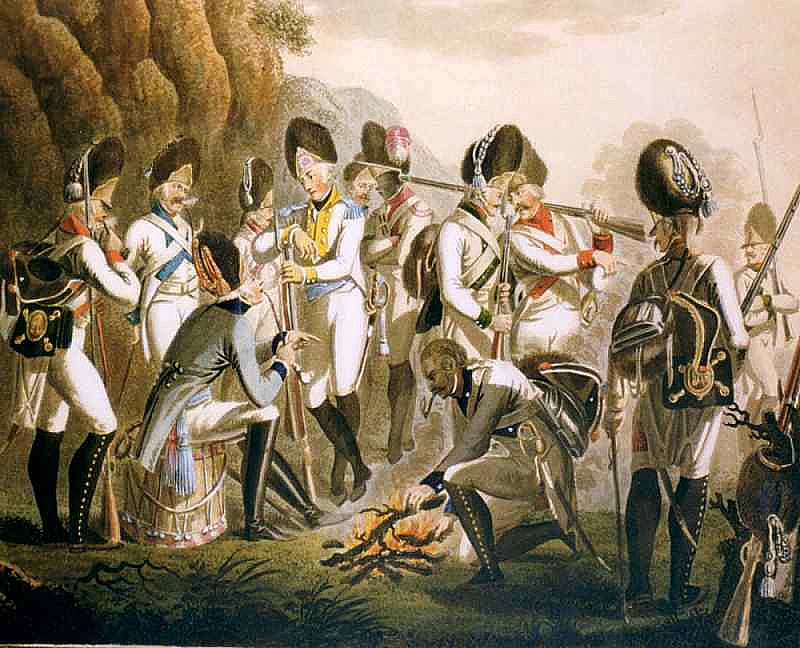
Saksische troepen rond 1809-1810.

De nakende veldslag zou voor prins Poniatowski van belang worden om aan te tonen dat de Polen bereid waren hun vaderland te verdedigen. De hoofdstad Warschau zonder slag of stoot aan de Oostenrijkers overlaten kon immers de prins zijn politieke positie verzwakken, de generaal kreeg tijdens zijn carrière heel wat kritiek te verduren van zijn tegenstanders en rivalen.
Het terrein rondom Raszyn (zo’n 10 km ten zuidwesten van de Poolse hoofdstad) verschafte de verdedigers aanzienlijke voordelen, ondanks dat de Oostenrijkers over vrijwel dubbel zo veel soldaten beschikten. De regenval van de voorbije dagen maakten militaire manoeuvres in een reeds moerassig en bebost gebied vrij moeilijk en verschillende dijken in het noorden bood de verdedigende partij extra bescherming tegen wapen- en artillerievuur. De Poolse en Saksische troepen konden zich verschansen in vier dorpen, zijnde (van linker- tot rechterflank) Jaworow, Falenty (als voorpost), Raszyn zelf en Michalowice. Drie bruggen verleenden een mogelijkheid om over de Mrowa stroom heen te geraken.
Prins Poniatowski stelde zijn troepen als volgt op: generaal Michal Sokolnicki in de voorhoede bij Falenty, het dorp Jaworow werd verdedigd door generaal Ludwik Kamieniecki, het centrum met Raszyn was onder het beheer van de Saksische soldaten van von Dyherrn (met Poolse jagers te paard, Saksische bereden artillerie en huzaren in reserve) en generaal Lukasz Bieganski op rechts in Michalowice.
Aartshertog Ferdinand veronderstelde dat er geen volwaardige strijd zou worden aangegaan. Daarop stuurde de Oostenrijkse aanvoerder generaal Johann von Mohr eropuit als avant-garde ter verkenning. De talrijke infanteriebrigades volgden doorheen de bossen, de zware ruiterij gebruik makend van de Tarczyn-Raszyn hoofdweg. De lijn Lazy-Janczewice (een noordelijke positie recht tegenover Falenty) werd na een zware, drie uur durende mars bezet door de Oostenrijkers omstreeks 13 uur. De keizerlijke lichte ruiterij, huzaren op kop, dreven twee Poolse eskadrons cavaleristen terug maar een efficiënte achtervolging, door de barre terreinomstandigheden, kon niet worden ingezet. De verhinderde toegankelijkheid lieten de Oostenrijkers vertragingen oplopen, waardoor sommige posities pas ingenomen konden worden tegen 15 uur.
Het plan van de Oostenrijkse aartshertog werd hem duidelijk wanneer hij de troepenmacht van Poniatowski aanschouwde rondom Raszyn: het dorp Jaworow verschafte de kortste weg naar Warschau en werd aldus ingeschat als middelpunt van het offensief. Initiatieven op Raszyn en Michalowice dienden de Polen en Saksen aldaar vast te pinnen.
Falenty kon echter niet zomaar worden ingenomen: generaal Sokolnicki had aanzienlijke verdedigingswerken laten opwerpen. Talrijke hagen, omheiningen en omgeworpen wagens dienden als golfbrekers. De omvangrijke Oostenrijkse infanterieformaties konden even het dorp innemen. Daarop nam Poniatowski het initiatief om in hoogsteigen persoon het eerste bataljon van het 1ste Poolse Infanterieregiment aan te voeren in een tegenaanval. Het Oostenrijkse offensief stuikte in elkaar en deinsde terug naar hun uitvalposities.
Na een hergroepering ondernamen de Oostenrijkers (het ervaren Vukassovich regiment nam daarbij het voortouw) charges vanuit het westen, zuiden en het oosten. Generaal Sokolnicki kon zijn onervaren troepen niet langer stand laten houden, ze namen rond 17 uur de vlucht richting Raszyn.
De Oostenrijkse cavalerie had de opdracht gekregen door te stoten naar Jaworow. Poolse ulanen lokten hun tegenstanders de moeilijk begaanbare velden in. Poolse artillerie opende van dichtbij het vuur op de Oostenrijkse ruiters, die vast kwamen te zitten in de modder. Na heel wat moeite bereikten de kaiserlicks de Mrowa, waar ze uiteindelijk opmerkten dat er geen materiaal beschikbaar was om de waterloop te kunnen overbruggen. Aanvallen op de uiterste flanken konden ook niet worden ingezet aangezien het al vrij laat in de dag was.
De focus van aartshertog Ferdinand lag bij de inname van Jaworow: hij was in de veronderstelling dat het Vukassovich regiment bij Raszyn omsingeld was na een Saksische tegenaanval en bombardement. Hauptmann Renner van de Oostenrijkse generale staf moest de nodige ondersteuning bieden. Tegen 19 uur werden de verdedigers na zware hand tot hand gevechten om ieder gebouw in Raszyn teruggeslagen. Het centrum van de Pools-Saksische frontlinie vertoonde aldus een breuk. De strijd diende gestaakt te worden.

### Gevolgen
Om 10 uur in de avond organiseerde de Poolse prins een krijgsraad om te bepalen of een tweede veldslag de volgende dag aan de orde was. Het jonge Poolse leger had zich kranig verweerd tegen de Oostenrijkers, maar had aanzienlijke verliezen geleden. Veertienhonderd soldaten waren gedood of gewond (waaronder generaal Stanislaw Fiszer, de stafchef van Poniatowski), een groot aandeel nam de vlucht richting de Poolse hoofdstad. De deserteurs zouden pas enkele dagen later opnieuw dienen in de rangen. Twee kanonnen waren vernietigd, twee andere stukken werden achtergelaten tijdens de terugtocht. Daarnaast was de Saksische aanvoerder von Dyherrn via briefwisseling, samen met zijn troepen, verzocht terug te keren naar zijn vaderland. Rekening houdend met deze reden en de precaire staat waarin zijn leger zich bevond, besloot Poniatowski terug te trekken naar Warschau.
Het leger van aartshertog Ferdinand genoot van een holle overwinning. Het aantal verliezen lag een pak lager (400 tot 600 slachtoffers), maar de slag leek uiteindelijk achteraf gekeken niet beslissend genoeg. De numerieke overmacht bijvoorbeeld werd niet voldoende uitgebuit. De Oostenrijkers legden voornamelijk de schuld voor het falen van het strijdplan bij de hun stafchef, Oberst Brusch. Bovendien wisten de Pools-Saksische troepen vrij ongehinderd te ontkomen.
Tussen 20 en 21 april zou aartshertog Ferdinand gedwongen worden te onderhandelen over het lot van Warschau. Op 23 april leverde het Poolse leger de hoofdstad over. Prins Poniatowski boekte een succes: de algehele troepenmacht, bevoorradingen en wapens werden geëvacueerd richting Modlin en Serock om aldaar te recupereren en nieuwe militaire voorbereidingen op te starten in teken van de strijd tegen de Oostenrijkers.
De Franse generaal Jean-Baptiste Pelletier, militair adviseur en artilleriegeneraal van Poniatowski, zag de overgave van Warschau als een opportuniteit. Het leger van het Poolse hertogdom kon nieuwe manoeuvres ontwikkelen, soldaten ronselen in de bevriende gebieden van Galicië en de troepen training verschaffen. Het Oostenrijkse leger daarentegen werd vrijwel gereduceerd tot een bezettingsmacht van de Poolse hoofdstad, dat na het verdrag van overlevering maar beperkte opportuniteiten bood. De veldmacht van aartshertog Ferdinand verloor potentieel door de opgelegde garnizoensrol.